# シフォン主義
『シフォン主義』（シフォンしゅぎ）は、日本のバンド相対性理論の1枚目のアルバムである。2007年6月15日に自主制作盤として発表され、ライブ会場と通信販売で4,000枚の売上を記録した。その後翌2008年5月8日に、みらいrecordsからリマスター盤が発売され、翌年の『第1回CDショップ大賞』にて大賞を受賞した。

## 収録曲
- 全曲作詞・作曲：やくしまるえつこ、永井聖一、真部脩一、西浦謙助

1. スマトラ警備隊(2:42)
2. LOVEずっきゅん(3:19)
PVにはやくしまるによって仕込まれた「年月が経って氷解するような暗号」が3つ含まれていると発表されている[4]。そのうちの一つとみられるものとして画面上部に世界各地の天気のテロップがスクロールされるが、その都市の頭文字を繋げていくと「ミス・パラレルワールド」の歌詞の一部になる、というものがある。
また、カバーバージョンが「太鼓の達人14」に収録された。
3. 夏の黄金比(3:40)
4. おはようオーパーツ(3:29)
5. 元素紀行(2:44)

## クレジットの変遷
自主制作盤がリリースされた当初、作詞作曲は真部脩一の単独記載だった。
2010年3月17日、永井聖一のインタビューで「あれも本当に大きな間違いで、実際はほとんどの作詞・作曲を4人全員で行っています。（中略）JASRAC含め、正しい情報への訂正を出しているところです。1枚目の『シフォン主義』とかはホントに遊びで作ったデモで、作詞作曲者などの表記も間違ったまま、それをそのまま流通させちゃったっていう…。こんなに話が大きくなると思ってなかったので。」というコメントが掲載。
2011年11月2日の再販(品番XNMR-11111)より作詞作曲のクレジットがメンバー全員に改められた。

## 参考資料
- “相対性理論の「シフォン主義」がリマスター全国流通”. 音楽ナタリー.   ナターシャ (2008年5月3日). 2021年5月25日閲覧。
- “店員が決めた第1回「CDショップ大賞」、相対性理論の『シフォン主義』”.  オリコン (2009年5月12日). 2021年5月25日閲覧。
- 冨田, 明宏 (2010年1月8日). “相対性理論＋渋谷慶一郎のコラボレーション・トリプル・シングル「アワーミュージック」を検証”. CDJournal.  シーディージャーナル. 2021年5月25日閲覧。